# شهرک امام خمینی (منوجان)
شهرک امام خمینی، روستایی از توابع بخش مرکزی شهرستان منوجان در استان کرمان ایران است.

## جمعیت
این روستا در دهستان قلعه قرار دارد و براساس سرشماری عمومی نفوس و مسکن در سال ۱۳۹۵، جمعیت آن برابر با ۷۱۱ نفر (۱۹۶ خانوار) بوده است.